# 和泉宗章
和泉 宗章（いずみ そうしょう、本名：和泉 國康、1936年4月25日 - 2001年5月3日）は、日本の占い師。「天中殺」で知られる。

## 来歴・人物
神奈川県生まれ。1958年早稲田大学教育学部中退。作曲家として活動するかたわら、競馬の予想のために易学の研究を始め、算命占星学の高尾義政に師事。1978年4月、青春出版社より『算命占星学入門』を発売し、9月に日本テレビの深夜番組『11PM』で紹介される。翌1979年1月1日に再び『11PM』に出演し、当時のプロ野球読売ジャイアンツの長嶋茂雄監督が日本一になれないと発言し、天中殺占いのブームを起こす。著書『算命占星学入門』は、1979年6月に出した第2弾の『天中殺入門』と合わせて300万部以上を売り上げて、1979年のベストセラーの1位と2位になった。週刊誌や女性週刊誌にも取り上げられ、天中殺は流行語となった。
しかしその後の「長嶋監督が1980年2月までに辞任する」とした占いが外れたことから、1980年4月4日に占星術師の廃業を宣言。自著の絶版も希望したが、出版社に受け入れられず、印税の受け取りを辞退するに至った。その後、改めて易学研究を行った末、占い否定論者に転向。同じく否定論者である上岡龍太郎の番組などに出演し、元易学者としての立場から開運・霊感商法などの告発活動を展開した。「天中殺はない。だまして申し訳ない」と謝罪も行っている。2001年5月3日に膵臓癌で死去。
現在では二代目和泉宗章を名乗る人物が「占術家」として活動している。

## 著書
- 算命占星学入門 - 自分を知りつくす中国最高の占法（青春出版社、1978年4月）
- 天中殺入門 - 算命占星学2（青春出版社、1979年6月）
- 和泉宗章の占い告発（読売新聞社、1982年4月）
- プラス思考のすすめ（海竜社、1984年10月）
- 和泉宗章が明かす占いの謎（集英社、1993年4月）